# デルタダウンズ競馬場
デルタダウンズ（Delta Downs）はアメリカ合衆国ルイジアナ州ヴィントン近郊、カルカシューパリッシュにある競馬場、カジノ、ホテルの複合施設。サラブレッドとクォーターホースによる競馬を開催している。 

## 歴史
1973年9月に開業した競馬場で、以前よりクォーターホースの草競馬をルイジアナ州セントジョセフで行っていたリーバー・ウィックによって建設された。デルタダウンズは、クォーターホースとサラブレッドそれぞれの競馬開催を行っており、開業から数年は混合形式で開催していた。 
1990年代、競馬場は開発業者のシャウン・スコットによって1000万ドルで購入されたが、その後まもなく、デルタダウンズでスロットマシン営業を許可する法律が可決された後、1億ドル以上でボイドゲーミングに売却された。ボイドゲーミングは買収後、デルタダウンズに1億2000万ドル以上の資本改革を行い、カジノとホテルを併設する複合アミューズメント施設に変貌した。 
2005年にデルタダウンズはハリケーン・リタによる被害を大きく受け、カジノとホテルは2か月後に部分的にオープンしたものの、競馬開催の復旧には約6か月間を要した。スロット・カジノからの収益は、デルタダウンズで行われる競走の賞金額を底上げするのに役立てられている。   

## コース概要
路面はダートコースのみで、サビーネ川から採れた砂と粘土、石灰岩の混合物をベースにしている。
- 1周距離 - ダートコース：6ハロン（約1,206メートル）
- 直線距離 - 660フィート（約201メートル）
- 幅員 - 直線幅80フィート（約24.4メートル）、バックストレッチ・コーナー幅70フィート（約21.3メートル）

出馬頭数の上限は10頭。シュート（ポケット）が2つあり、グランドスタンド側のポケットはクォーターホース（550フィート戦）・サラブレッド競走（8.5ハロン戦）共用、奥のポケットはサラブレッド5ハロン戦用。

## 開催
デルタダウンズの競馬開催は通常、11月から7月中旬まで行われる。サラブレッド競馬は11月から始まり、一方クォーターホース競馬は4月に始まる。
以下は2020年現在のデルタダウンズにおける主要競走。
G3
- デルタジャックポットステークス（2歳・総額1,000,000ドル）
- デルタプリンセスステークス（2歳牝・総額500,000）

## カジノ・ホテル
カジノには1,600台以上のスロットマシンが設置されている。ルイジアナでは州法の制限により、レーシノ（競馬場との複合カジノ）にはスロットマシンのみが置けるため、その他のゲーム機は存在しない。 
ホテルには370室の客室と、50室のスイートルームがある。 